# Sami Chouchi
Sami Chouchi (Bruselas, 22 de marzo de 1993) es un deportista belga que compite en judo.
Ganó dos medallas en el Campeonato Europeo de Judo, plata en 2018 y bronce en 2022, ambas en la categoría de –81 kg.

## Palmarés internacional
| Campeonato Europeo | Campeonato Europeo | Campeonato Europeo | Campeonato Europeo |
| Año                | Lugar              | Medalla            | Categoría          |
| ------------------ | ------------------ | ------------------ | ------------------ |
| 2018               | Tel Aviv (Israel)  | Medalla de plata   | –81 kg             |
| 2022               | Sofía (Bulgaria)   | Medalla de bronce  | –81 kg             |